# Diadem-Rundblattnase

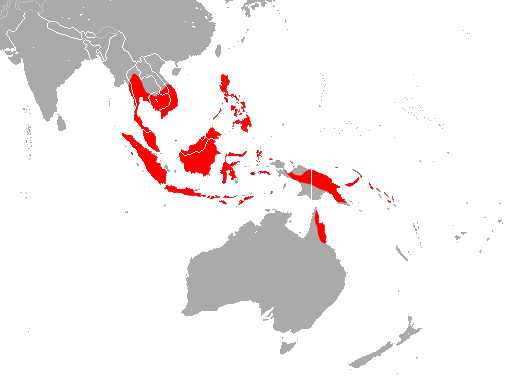
Verbreitungsgebiet der Diadem-Rundblattnase

Die Diadem-Rundblattnase (Hipposideros diadema) ist ein in Südostasien und in der Region Australis verbreitetes Fledertier in der Gattung der Altwelt-Rundblattnasen. Auch wenn im Werk Mammal Species of the World (2005) 15 Unterarten gelistet werden, so ist deren Anerkennung teilweise umstritten. Das Typusexemplar stammt aus Timor.

## Merkmale
Die Art hat je nach Verbreitung eine variable Größe mit Werten für die Kopf-Rumpf-Länge von 66 bis 100 mm, für den Schwanz von 32 bis 51 mm und für das Gewicht von 22 bis 57 g. Auf den Nikobaren wurden etwa 58 mm lange Unterarme gemessen, während der Wert in Thailand bei bis zu 98 mm lag. Es kommen 16 bis 21 mm lange Hinterfüße und 28 bis 32 mm lange Ohren vor. Namensgebendes Merkmal ist das Nasenblatt mit 3 bis 4 blattartigen Auswüchsen an den Seiten und einer Wulst im oberen Bereich, die an ein Diadem erinnert. Bei den meisten Populationen hat das Fell eine dunkelbraune Farbe mit gelben oder weißen Flecken auf den Schultern und an den Seiten, die einen Kontrast bilden. Unterseits kommt hellgraues Fell vor. Typisch ist ein robuster Schädel mit einem gut entwickelten Scheitelkamm. Das Gebiss ist durch kräftige Eckzähne und ein zweiter Prämolar pro Seite im Oberkiefer, der neben der Zahnreihe steht. Der diploide Chromosomensatz besteht aus 32 Chromosomen.

## Verbreitung
Die Diadem-Rundblattnase kommt vom südlichen Teil der Indochinesischen Halbinsel über die malaiischen, indonesischen und philippinischen Inseln sowie über Neuguinea bis zu den Salomonen und zur Kap-York-Halbinsel in Australien vor. Die Fledermaus lebt im Flach- und Bergland bis 1300 Meter Höhe. Sie kann sich an verschiedene Habitate wie ursprüngliche und bewirtschaftete Wälder, Savannen, Plantagen und Ackerland anpassen.

## Lebensweise

### Sozialverhalten
Die Tiere bilden in Höhlen und ähnlichen Verstecken wie Bunker, Baumhöhlen oder verlassene Bergwerksstollen mittelgroße bis große Kolonien. Manche Kolonien haben 20 bis 25 Mitglieder und andere bestehen aus bis zu 8.000 Exemplaren, wobei große Kolonien meist Weibchen im Zeitraum der Geburt der Nachkommen sind. Auf Sumatra wurde eine gemischte Kolonie mit der Java-Hufeisennase (Rhinolophus affinis) mit 100.000 Mitgliedern registriert. Andere Fledermäuse mit denen das Versteck geteilt wird sind die Große Himalaya-Rundblattnase (Hipposideros armiger), die Horsfield-Rundblattnase (Hipposideros larvatus), eine Unterart der Pomona-Rundblattnase (Hipposideros pomona), die Aschgraue Rundblattnase (Hipposideros cineraceus), die Malaiische Langflügelfledermaus (Miniopterus magnater), die Gelbgesichthufeisennase (Rhinolophus virgo), Geoffroys Flughund (Rousettus amplexicaudatus) und die Java-Zwergfledermaus (Pipistrellus javanicus). Dieser Kontakt führt meist zum Austausch von Parasiten, auch wenn die Exemplare gewöhnlich 30 cm Abstand voneinander halten.

### Ernährung
Die Nahrung besteht aus Insekten wie Käfern, Schmetterlingen und Heuschrecken. Manchmal fallen der Art Spinnen oder Kleinvögel zum Opfer. Der kräftige Biss kann für Menschen, die diese Fledermaus untersuchen sehr schmerzhaft sein. Während der Nahrungssuche starten die Tiere ihre Flüge von einem Ast, der mehrfach besucht wird. Die Rufe zur Echoortung haben auf der Malaiischen Halbinsel eine Frequenz von 58 bis 62 kHz und auf Borneo von 64 bis 66 kHz. Fruchtstücke im Magen gehören entweder zur Nahrung oder sie werden mit Insekten, die auf Früchten sitzen aufgenommen. Gewöhnlich liegt das besuchte Revier etwas mehr als einen Kilometer vom Tagesversteck entfernt. Manchmal gibt es zwei Aktivitäten pro Nacht und gelegentlich liegen die Jagdgründe 10 km vom Versteck entfernt. Die ersten Exemplare wurden mit Japannetzen noch vor der Abenddämmerung gefangen. Viele Fänge gab es an Waldschneisen.

### Fortpflanzung
Je nach Verbreitung findet die Geburt des einzigen Nachkommen im März/April oder April/Mai statt. Danach wird das Jungtier, bis es fliegen kann, getragen. Im östlichen Teil des Verbreitungsgebiets wurden Jungtiere im Oktober selbstständig. Die Geschlechtsreife tritt nach etwa einem Jahr ein. Die Diadem-Rundblattnase lebt gewöhnlich vier bis sieben Jahre und gelegentlich zwölf Jahre. Das Jungtier hält sich bei Ausflügen mit den Füßen an den Zitzen der Mutter und mit den Fingern am Hals fest.

## Gefährdung
Trotz relativer Robustheit gegenüber menschlichen Einflüssen wirken sich Landschaftsveränderungen und Störungen an den Ruheplätzen negativ aus. Der Verlust an Wäldern zwischen dem Jahr 1800 und dem Jahr 2100 wird auf 74 Prozent in Indochina und teilweise höher auf Inseln geschätzt. Es wird eine leichte Bestandsabnahme beobachtet. Ansonsten ist diese Fledermaus weit verbreitet und zahlreich. Die IUCN listet sie als nicht gefährdet (least concern).